# Bundesautobahn 610
Pour les articles homonymes, voir A610.
La Bundesautobahn 610 était le projet d'une Bundesautobahn dans le Land de Rhénanie-Palatinat.

## Histoire
L'A 610 devait relier de l'échangeur de Simmertal à Idar-Oberstein. À niveau de l'échangeur de Simmertal, l'autoroute aurait été reliée à la Bundesautobahn 60. La liaison Idar-Oberstein–Bad Kreuznach est possible avec la Bundesstraße 41.